# Cova de Cacau
La Cova de Cacau, també anomenada Cova Cacau o Cova Cacau 1A, és un jaciment  situat en el departament Antofagasta de la Sierra, província de Catamarca (Argentina). Es tracta d'un jaciment amb art rupestre i ocupació residencial, en abrics rocosos. Conté evidències d'ocupacions humanes segures datades d'entre 1000 i 13350 anys abans de la nostra era. Noves troballes plantegen l'existència d'objectes lítics fets per humans associats a restes de fauna extinta datada d'entre 37000 i 40000 anys abans de la nostra era, la qual cosa faria d'aquest lloc un dels més antics d'Amèrica.

## Ubicació i context

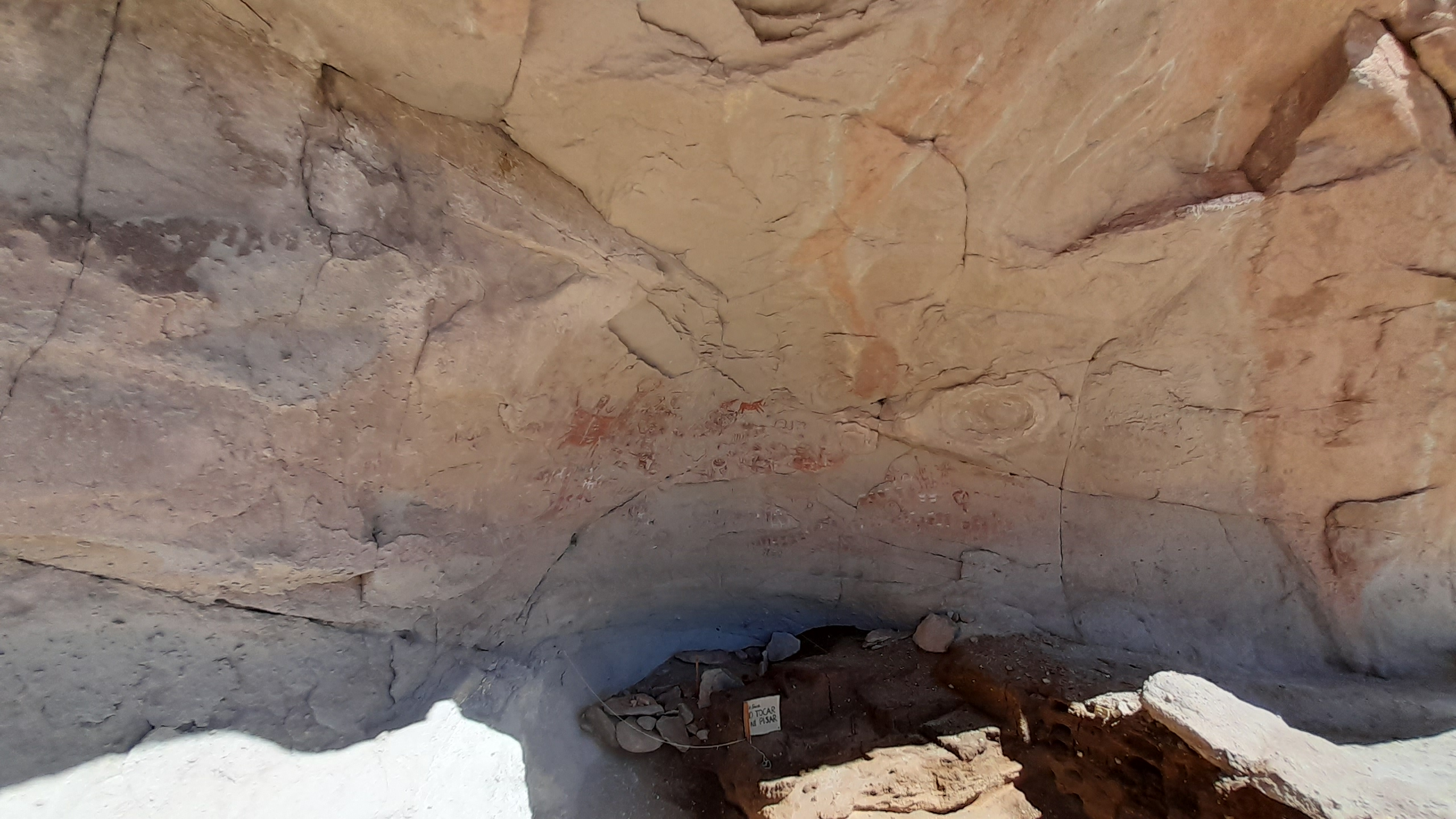

La Cova de Cacau, dita així pel congost Cacau on es troba el jaciment, és en la localitat de Paicuqui, a 20 km al nord d'Antofagasta de la Sierra. Es troba en un afrau petit que comunica amb el riu Punillas, el qual connecta al seu torn la conca d'Antofagasta de la Sierra amb les hortes de major alçada a la província de Catamarca.
Aquest jaciment, situat en el penya-segat d'un pujol, presenta alguns alers, amb i sense art rupestre, així com diferents estructures de pedra. La cova es troba a una altura de 3.800 msnm, en un ambient depuna.

## Ocupacions prehistòriques
En l'aler superior es trobaren pintures, gravats i estructures associades. Les figures més valuoses són les humanes de cos sencer, els camèlids i les màscares. Les capes superiors corresponen a períodes agropastorals (1000 a 1400 anys abans de la nostra era) i a un Arcaic final en la base de la Capa III o Capa IV, amb datació de radiocarboni de 3390±110 anys ae.
S'hi trobaren sandàlies de cuir de camèlid (amb datació de carboni 14 de 2870 ± 40 abans de la nostra era), un sonall de carabassa i dues trenes de cabell humà tallades intencionalment fa 3.000 anys. També hi aparegueren fragments de ceràmica, artefactes lítics, restes de cacauet, dacsa, quinoa, Geoffroea decorticans, garrofer i instruments i pigments per a fer pintures rupestres.

## El debat sobre el poblament primerenc d'Amèrica
En les excavacions es va trobar, sota una ocupació datada en 3.300 anys, una capa, denominada V, de sediments formada per un dipòsit d'excrements de megafauna: megateris, Mylodon darwini i una espècie semblant als cavalls, aquesta de la grandària d'una zebra o un poc menor. El pes i el calcigament d'aquests animals esmicolaren els excrements i  els van compactar. En les primeres excavacions d'aquest lloc no es van trobar pas evidències antròpiques en aquesta capa, i s'interpretà com el producte de l'ús de la cova per fauna extinta.
Unes excavacions posteriors van permetre recuperar algunes evidències d'una possible presència humana al jaciment en els primers 10 cm d'aquesta capa, juntament amb alguns flocs de pèl humà. Al principi se li va assignar a aquesta capa datada entre ca.13350-12500 abans de la nostra era. Cinc noves datacions fetes amb carboni 14 a finals de la dècada dels 2020, associades a dues costelles d'un peresós gegant (milodòntids), juntament amb quatre artefactes lítics, estarien indicant que aquest nivell correspondria a una ocupació humana ocorreguda de 39.000 a 40.000 anys enrere.
Amb aquestes noves dades, la Cova de Cacau es presentaria com un dels jaciments més primerencs amb ocupació humana de l'Amèrica del Sud. Així, aportaria dades al debat sobre l'antiguitat del poblament americà, perquè fins ara se sosté que no és pas més antic que 15.000 anys enrere, si fa no fa.